# Deutsche Alpine Skimeisterschaften 2023
Die Deutschen Alpinen Skimeisterschaften 2023 fanden vom 22. März bis 2. April 2023 in Garmisch-Partenkirchen in der Disziplin Abfahrt, die Disziplinen Super-G und Kombination wurden abgesagt, und in Pfelders (Italien) in den Disziplinen Super-G, Riesenslalom und Slalom statt, wobei das Super-G der Männer abgesagt wurde. Die Rennen waren zumeist international besetzt, um die Deutsche Meisterschaft fuhren jedoch nur die deutschen Teilnehmer.

## Herren

### Abfahrt
| Platz | Name              | Zeit        |
| ----- | ----------------- | ----------- |
| 01    | Arnaud Boisset    | 0:56,81 min |
| 02    | Andreas Sander    | 0:56,84 min |
| 02    | Romed Baumann     | 0:56,84 min |
| 04    | Luis Vogt         | 0:56,91 min |
| 05    | Barnabás Szőllős  | 0:57,26 min |
| 06    | Jacob Schramm     | 0:57,55 min |
| 07    | Eric Wyler        | 0:57,56 min |
| 08    | Dominik Schwaiger | 0:57,85 min |
| 09    | Juhan Luik        | 0:58:35 min |
| 010   | Sandro Zurbrügg   | 0:58,45 min |

Datum: 22. März 2023

Ort: Garmisch-Partenkirchen

Start: 1690 m, Ziel: 1193 m

Länge: 1700 m

Höhendifferenz: 497 m

Tore: 26

### Super-G
Abgesagt.

### Riesenslalom
| Platz | Name               | Zeit        |
| ----- | ------------------ | ----------- |
| 01    | Jonas Stockinger   | 1:53,77 min |
| 02    | Fadri Janutin      | 1:54,47 min |
| 03    | Fabian Gratz       | 1:54,60 min |
| 04    | Tommaso Saccardi   | 1:54,63 min |
| 05    | Fabio Gstrein      | 1:54,69 min |
| 06    | Simon Talacci      | 1:54,80 min |
| 07    | Luca Taranzano     | 1:54,85 min |
| 08    | Anton Grammel      | 1:54,89 min |
| 09    | Noah Geihseder     | 1:55,56 min |
| 010   | Maximilian Schwarz | 1:55,62 min |

Datum: 1. April 2023

Ort: Pfelders (ITA)

Start: 2318 m, Ziel: 2010 m

Länge: Unbekannt

Höhendifferenz: 308 m

Tore 1. Lauf: 40, Tore 2. Lauf: 40

### Slalom
| Platz | Name                 | Zeit        |  |
| ----- | -------------------- | ----------- |  |
| 01    | Gino Stucki          | 1:23,15 min |  |
| 02    | Sam Maes             | 1:23,19 min |  |
| 03    | Fabio Gstrein        | 1:23,23 min |  |
| 04    | Adrian Meisen        | 1:23,41 min |  |
| 05    | Federico Toscano     | 1:23,76 min |  |
| 06    | Fabian Himmelsbach   | 1:23,88 min |  |
| 07    | Ralph Seidler        | 1:23,98 min |  |
| 08    | Fadri Janutin        | 1:24,14 min |  |
| 09    | Tommaso Saccardi     | 1:24,15 min |  |
| 010   | Gianlorenzo Di Paolo | 1:24,24 min |  |
|       |                      |             |  |
| 013   | Jonas Witte          | 1:24,69 min |  |

Datum: 2. April 2023

Ort: Pfelders (ITA)

Start: 1993 m, Ziel: 1838 m

Länge: Unbekannt

Höhendifferenz: 155 m

Tore 1. Lauf: 52, Tore 2. Lauf: 52

### Kombination
Abgesagt.

## Damen

### Abfahrt
| Platz | Name                       | Zeit        |
| ----- | -------------------------- | ----------- |
| 01    | Stefanie Fleckenstein      | 0:59,04 min |
| 02    | Kira Weidle                | 0:59,49 min |
| 03    | Anna Schillinger           | 1:00,21 min |
| 04    | Katrin Hirtl-Stanggaßinger | 1:00,32 min |
| 05    | Emma Aicher                | 1:00,40 min |
| 06    | Carina Stuffer             | 1:00,57 min |
| 07    | Luisa Klapprott            | 1:00,70 min |
| 08    | Katharina Lechner          | 1:01,02 min |
| 09    | Emily Wörle                | 1:01,33 min |
| 010   | Kim Marschel               | 1:01,44 min |

Datum: 22. März 2023

Ort: Garmisch-Partenkirchen

Start: 1690 m, Ziel: 1193 m

Länge: 1700 m

Höhendifferenz: 497 m

Tore: 26

### Super-G
| Platz | Name                       | Zeit        |
| ----- | -------------------------- | ----------- |
| 01    | Fabiana Dorigo             | 0:55,29 min |
| 02    | Emma Aicher                | 0:55,34 min |
| 03    | Viktoria Bürgler           | 0:55,46 min |
| 04    | Emily Wörle                | 0:56,21 min |
| 05    | Anna Schillinger           | 0:56,24 min |
| 06    | Katharina Lechner          | 0:56,27 min |
| 07    | Luisa Klapprott            | 0:56,50 min |
| 08    | Mairsa Messmer             | 0:56,59 min |
| 09    | Magdalena Łuczak           | 0:56,62 min |
| 010   | Katrin Hirtl-Stanggaßinger | 0:56,70 min |

Datum: 31. März 2023

Ort: Pfelders (ITA)

Start: 2360 m, Ziel: 2010 m

Länge: 1200 m

Höhendifferenz: 350 m

Tore: 25

### Riesenslalom
| Platz | Name                | Zeit        |
| ----- | ------------------- | ----------- |
| 01    | Jessica Hilzinger   | 1:54,82 min |
| 02    | Emma Aicher         | 1:54,88 min |
| 03    | Francesca Fanti     | 1:55,09 min |
| 04    | Lara Della Mea      | 1:55,50 min |
| 05    | Michaela Heider     | 1:55,57 min |
| 06    | Paulina Schlosser   | 1:55,61 min |
| 07    | Carole Agnelli      | 1:55,76 min |
| 08    | Laila Illig         | 1:55,82 min |
| 09    | Magdalena Kappaurer | 1:55,86 min |
| 010   | Laura Steinmair     | 1:56,14 min |

Datum: 1. April 2023

Ort: Pfelders (ITA)

Start: 2318 m, Ziel: 2010 m

Länge: Unbekannt

Höhendifferenz: 308 m

Tore 1. Lauf: 41, Tore 2. Lauf: 41

### Slalom
| Platz | Name             | Zeit        |
| ----- | ---------------- | ----------- |
| 01    | Charlie Guest    | 1:26,58 min |
| 02    | Lena Dürr        | 1:27,34 min |
| 03    | Emma Aicher      | 1:27,37 min |
| 04    | Andrea Filser    | 1:27,44 min |
| 05    | Luisa Mangold    | 1:27,81 min |
| 06    | Lorina Zelger    | 1:28,38 min |
| 07    | Magdalena Łuczak | 1:28,77 min |
| 08    | Celina Haller    | 1:28,81 min |
| 09    | Laila Illig      | 1:29,12 min |
| 010   | Marie Bogner     | 1:29,30 min |

Datum: 2. April 2023

Ort: Pfelders (ITA)

Start: 1993 m, Ziel: 1838 m

Länge: Unbekannt

Höhendifferenz: 155 m

Tore 1. Lauf: 50, Tore 2. Lauf: 52

### Kombination
Abgesagt.